# يسرا سعوف
يسرا سعوف (من مواليد 29 أبريل 1992) هي مغنية مغربية صعدت إلى الشهرة في العالم العربي عن عمر يناهز 20 عامًا بعد مشاركتها في الموسم الثاني من عرب أيدول، الذي يبث على قناة إم بي سي. نالت استحسانها من قبل هيئة المحلفين والجمهور، وصوتها مرتبط بالمغنية المصرية نجاة الصغرى. كانت في المرتبة التاسعة في المنافسة.

## حياتها
يسرا صوف من الدار البيضاء، المغرب.

## بعد عرب أيدول
بعد مغادرته البرنامج، اتصلت بالعازفة الإماراتية مصعب العنزي، التي كتبت أغنيتها الأولى «بغيتو ياهلالي». سيتم إدراج الأغنية المكتوبة باللهجة المغربية في ألبوم لأول مرة قادم. شاركت يسرا المسرح مع أحلام خلال حفلها الموسيقي في 30 مايو 2013 في مهرجان موازين الموسيقي بالرباط، المغرب.